# テイクオーバーゾーン
『テイクオーバーゾーン』は2019年に製作され、2020年6月に公開された日本の映画作品。
第２回ジュブナイル脚本大賞受賞シナリオを映画化。監督は山嵜晋平。
2019年・第32回東京国際映画祭「日本映画スプラッシュ」部門に出品され、主演の吉名莉瑠が「東京ジェムストーン賞」を受賞。

## 概要
『テイクオーバーゾーン』は、第２回ジュブナイル脚本大賞受賞シナリオを映画化した作品。
受賞作の脚本について山嵜監督は「面白かったけど難しかった」と話し、監督の出身地である古都・奈良を舞台に、ひたすらに走り続けた主人公の14歳沙里の日々をまるでドキュメンタリーを見せるかのように冴えた演出で追った。
ラストの2分22秒のワンカットは必見で、好評の声が多数寄せられている。
主人公の沙里役・吉名莉瑠はオーディションで選ばれ、当時は中学生で初主演作品だったが、複雑な家庭事情の14歳の少女の葛藤と成長を見事に演じ切り、伊藤沙莉、佐久間由衣、ヨセフィン・フリーダ・ペターセンと共に「東京ジェムストーン賞」を受賞した。
そんな吉名について監督や共演者は「器用ではないけれど嘘がない」と話している。

## ストーリー
沙里が11歳の時、両親が離婚。母親が大好きな弟を連れて出て行った。それから3年、沙里はだらしのない父親のもとで部費も払えないギリギリの生活の中で、陸上部のエースでありながらも傍若無人に過ごしていた。そんなある日、沙里はスーパーで大好きな弟と久しぶりに再会するが、傍にいたのは沙里の母親と、犬猿の仲である陸上部の部長・雪菜だった。行き場を失った少女はどこへ向かうのか、逃げ続けた少女の行方は・・・。
14歳の少女の葛藤と成長を描いたヒューマンストーリー。

## 登場人物
田中 沙里
演 - 吉名莉瑠
11歳の時に両親が離婚し、父親のもとで暮らす。
中学では陸上部に所属し、実力は随一でエースではあるが傍若無人。
庄司 雪菜
演 - 糸瀬七葉
陸上部の部長で、クラスの学級委員も務める優等生。沙里とは犬猿の仲。
父親の再婚相手が沙里の母親。
高須 光星
演 - 森山瑛
沙里のボーイフレンド。
田中 謙一
演 - 川瀬陽太
沙里の父親。だらしのない生活を送っている。
庄司 芙美
演 - 内田慈
沙里の母親で、雪菜の父親と再婚。
雪菜の父親
演 - 合田雅吏

## スタッフ
- 監督 - 山嵜晋平
- 脚本 - 岩島朋未
- プロデューサー - 山本和夫　上野境介
- 撮影 - 山村卓也
- 照明 - 神野誉晃
- 録音 - 池田紗月
- スタイリスト - 米村和晃
- ヘアメイク　- 中野悠花
- 編集 - 山嵜晋平
- 助監督 - 大城義弘